# La Exposición
La Exposición fue una revista publicada en la ciudad española de Sevilla entre 1911 y 1922.

## Descripción
La revista, cuyo primer número apareció el 18 de junio de 1911, tuvo una periodicidad mayormente quincenal. La Exposición fue fundada por el periodista Ramiro J. Guardón Marchena, que también ejerció como su director. La revista, destinada a las élites de la ciudad de Sevilla, habría cesado su publicación en 1922. Trataba temas económicos, festivos, artísticos y religiosos, así como información sobre eventos locales.